# Reszel
Pour la gmina, voir Reszel (gmina).
Reszel (d'abord Rēslis en vieux-prussien puis en allemand : Rößel) est une ville du powiat de Kętrzyn, dans le nord de la voïvodie de Varmie-Mazurie, en Pologne.

## Géographie
La ville se trouve dans la région historique de Varmie au sein de la région de Prusse (Prusse-Orientale), à 55 kilomètres au nord-est d'Olsztyn, près des grands lacs de Mazurie à l'est.

## Histoire
Le château de Reszel fut construit à partir de 1241 par l'ordre Teutonique, pour assurer la sécurité sur la route commerciale reliant la lagune de la Vistule à Lidzbark et au royaume de Pologne. Détruit par les Prussiens peu après, une forteresse a été reconstruite en 1273 comme une résidence des évêques de Varmie au sein de l'État teutonique. 

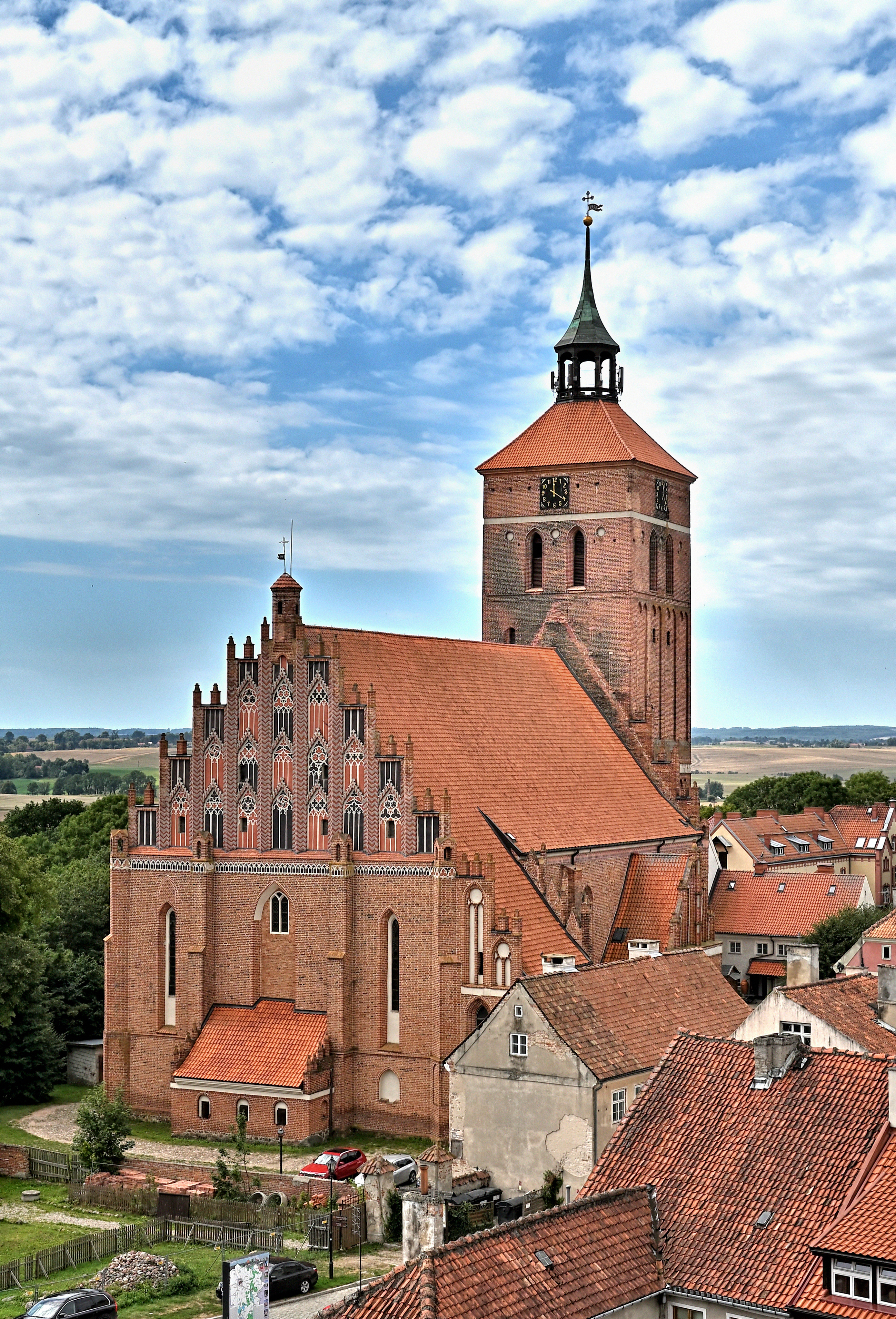
Église paroissiale.

Rößel a reçu les droits de ville en 1337. La colonisation des environs a commencé au début du XIVe siècle, surtout par des habitants de Braunsberg (Braniewo). En 1347, le château fort fut temporairement assiégé par les forces du grand-duché de Lituanie ; après quoi les évêques ont fait ériger l'actuelle forteresse. 
Avec l'évêché de Varmie, Reszel passe sous la domination de la couronne de Pologne en 1466 et est incorporée dans les dominions de la Prusse royale. Pendant la guerre polono-teutonique de 1519-1521, le château a servi de base militaire importante pour les forces armées du royaume de Pologne.
Au cours du premier partage de la Pologne, en 1772, Rößel est annexée par le royaume de Prusse. Dans la nuit du 16 au 17 septembre 1807, un grand incendie ravage la ville. Un bergère d'origine polonaise, Barbara Zdunk, est accusée d'en être à l'origine ; malgré l'absence de preuve elle est reconnue coupable d'avoir provoqué l'incendie et condamnée à être brûlée vive. Elle meurt le 21 août 1811 étranglée par le bourreau juste avant qu'il n'allume le bûcher dressé sur une colline proche de la ville. 
De 1818 à 1945, la ville est le chef-lieu de l'arrondissement de Rößel au sein du district de Königsberg (à partir de 1905 : district d'Allenstein) dans la province de Prusse-Orientale. Rößel fut conquise par l'Armée rouge à la fin de la Seconde Guerre mondiale puis rattachée à la réüublique de Pologne. La population germanophone restante était expulsée.

## Édifices remarquables
- Vieille Ville, l'une des mieux préservées de la région
- Église Saint-Pierre-et-Saint-Paul (XIVe siècle)
- Ancien collège jésuite (XVIIe siècle)
- Château de Reszel (pl) (XIVe siècle)
- Hôtel de ville (début XIXe siècle)
- Église Saint-Jean-Baptiste (XVIIIe siècle)
- Ancien couvent (XVIIIe siècle)

## Transports
- Route provinciale  Barciany - Korsze - Reszel - Biskupiec
- Route provinciale  Miłakowo - Dobre Miasto - Jeziorany - Reszel
- Route provinciale  Bisztynek - Reszel - Święta Lipka - Kętrzyn

## Label "Cittaslow"
La ville a adhéré à la charte pour la ville lente proposé par le réseau Cittaslow.

## Jumelages
- Jaszuny (Lituanie)
- Jemnice (Tchéquie)
- Raabs an der Thaya (Autriche)
- Legden (Allemagne)

## Personnalités liées à la commune
- Jodocus Willich (1501-1552), médecin et humaniste ;
- Julius Dinder (de) (1830-1890), archevêque de Gniezno-Posen ;
- Karol Zalewski (né en 1993), athlète, spécialiste du sprint.